# Rue des Mauvais-Garçons
Rue des Mauvais-Garçons (ulice Zlých hochů) je ulice v Paříži. Nachází se ve 4. obvodu v historické čtvrti Marais.

## Poloha
Krátká ulice spojuje Rue de Rivoli a Rue de la Verrerie. Ulice je orientována z jihu na sever, směrem na sever na ni navazuje Rue de Moussy.

## Historie
Ulice existovala již ve 13. století. Ve 14. století se nazývala Rue Chartron a přezdívalo se jí Rue des Mauvais-Garçons podle označení pro obyvatele, kteří se pohybovali na hraně zákona. Na základě dekretu z 29. září 1854 byla ulice zkrácena kvůli výstavbě Rue de Rivoli.